# Międzynarodowa Unia Transportu Drogowego

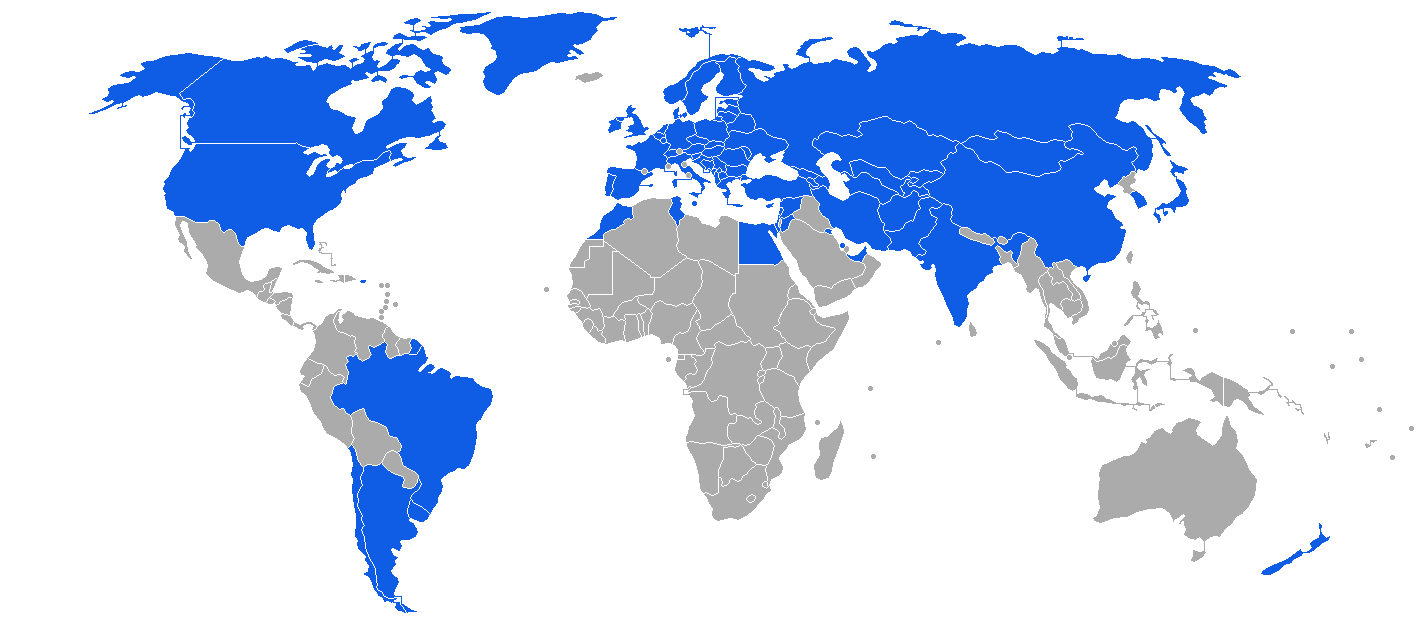
Państwa członkowskie IRU (kolor niebieski), stan na rok 2008

Międzynarodowa Unia Transportu Drogowego, International Road Transport Union, IRU – międzynarodowa organizacja pozarządowa zajmująca się kwestiami transportu, która reprezentuje interesy operatorów autokarowych, samochodów ciężarowych, korporacji taksówkarskich i kierowców.
Sekretariat Generalny i główna siedziba IRU znajduje się w Genewie, natomiast oddziały w Brukseli, Moskwie oraz Stambule.

## Misja
Celem organizacji jest zapewnienie wzrostu gospodarczego poprzez stabilizację i równowagę mobilności osób i towarów drogą lądową. IRU jest jedyną międzynarodową organizacją pozarządową o zasięgu ogólnoświatowym, która specjalizuje się w zakresie ochrony interesów prywatnych przewoźników, firm oraz kierowców.
Głównym celem IRU jest ułatwienie handlu i turystyki, działanie na rzecz utrzymania i rozwoju zrównoważonego transportu drogowego przez wprowadzanie innowacji, zachęt i odpowiedniej infrastruktury.

## Historia
Unia została założona w Genewie 23 marca 1948 roku, rok po utworzeniu Europejskiej Komisji Gospodarczej Organizacji Narodów Zjednoczonych (EKG ONZ), by przyspieszyć odbudowę zniszczonej wojną Europy poprzez ułatwienie handlu międzynarodowego w zakresie transportu drogowego. Początkowo IRU działa jako grupa krajowych stowarzyszeń przewoźników drogowych z ośmiu krajów Europy Zachodniej: Belgii, Danii, Francji, Holandii, Norwegii, Szwecji, Szwajcarii i Wielkiej Brytanii. Obecnie Unia jest federacją stowarzyszeń narodowych i członków stowarzyszonych z 74 krajów i 5 kontynentów.